# Demografía de Abjasia
La población de Abjasia se compone de diversos grupos étnicos: Abjasios, georgianos, armenios, rusos y griegos. La dinámica de la población abjasa ha mantenido grandes cambios a partir de 1989, cuando dio inicio el conflicto con Georgia. La población de ascendencia georgiana comenzó a disminuir de manera paulatina su presencia a partir de la guerra de Abjasia desde 1993, mientras que el resto de los grupos étnicos lo hicieron en menor medida a excepción de los abjasos, como resultado de los refugiados y la limpieza étnica que se llevó a cabo durante la guerra.
En el censo de 1897 del Imperio ruso, la población de lengua materna abjasa, ascendía a 58 697; mientras que el distrito de Sujumi sobrepasaba los 100 000 habitantes.
De acuerdo con el censo agrícola de 1917, organizado por el Gobierno Provisional Ruso, los georgianos representaban el 41.7% (54,760) de la población rural, mientras que los abjasos eran el 30.4% (39,915); el resto estaba compuesto por otros grupos étnicos.

## Abjasiaen cifras
En el primer cuadro se detalla la evolución poblacional censal a partir de 1886 hasta 2016 que es el último dato disponible. En el segundo cuadro aparece la evolución de la composición étnica. 
Después de la expulsión de los georgianos, los abjasos pasaron a ser el grupo mayoritario.
|            | 1989    | 1989    | 2003    | 2003    | 2016    | 2016    |
| ---------- | ------- | ------- | ------- | ------- | ------- | ------- |
| Abjasios   | 93 200  | 17,8 %  | 94 606  | 43,8 %  | 124 455 | 51,1 %  |
| Georgianos | 239 800 | 45,7 %  | 42 355  | 19,6 %  | 46 773  | 19,2 %  |
| Armenios   | 76 500  | 14,6 %  | 44 870  | 20,8 %  | 41 875  | 17,2 %  |
| Rusos      | 74 900  | 14,3 %  | 23 420  | 10,8 %  | 22 320  | 9,2 %   |
| Otros      | 40 600  | 6,7 %   | 7327    | 3,4 %   | 8 141   | 3,3 %   |
| Total      | 525 061 | 525 061 | 215 972 | 215 972 | 243 564 | 243 564 |

Otros grupos étnicos presentes son los rusos, armenios, griegos y hebreos. La religión mayoritaria es el cristianismo, con una importante minoría musulmana. En este bloque se muestran los resultados de 1989 y 2016, muy representativos en cuanto al reposicionamiento de la población de origen abjasa respecto de la de origen georgiano. Es destacable también apreciar el decremento del 5.1% de la población de origen ruso, y; asimismo, el aumento del 2.6% de los armenios y la disminución de un 3.4% de la de origen diverso. El análisis nos indica un aumento sensible de los abjasos,en primera instancia en virtud de la salida de la población de otros orígenes, al pasar la población total de 525,061 a tan solo 215,972 habitantes, disminuyendo en más del 60%. Disminución que se da durante la confrontación entre georgianos y abjasos apoyados por los rusos. Sin embargo al entrar el siglo XXI , la población autóctona autóctona se ha incrmentado notablemente debido a un aumento de la natalidad, correspondiéndose el aumento de la población total con el aumento del número de abjasios, que superaban el 50% del total en 2016.